# Hjalmar Högqvist
Hjalmar Högqvist, född den 18 juni 1839 i Hamburg, död 15 februari 1874 i London (Kyrkobokförd i Göteborgs domkyrkoförsamling), var äldste utomäktenskaplige son till kung Oscar I av Sverige och Norge och skådespelerskan Emilie Högqvist. Han använde periodvis efternamnet Franson-Högqvist där det första ledet syftade på faderns andranamn Frans.
Kungasonen Hjalmar fick en god start i livet: hans far avsatte en betydande förmögenhet till hans uppehälle och sedan modern dött 1846 skickades han att uppfostras i Hamburg. Då han blev myndig erhöll han egendomen Flo i Västergötland och gifte sig 1863 med Emilie Amalia Hafström (1836-1907), tillhörig en känd Göteborgssläkt. Paret fick två döttrar: Klara Edit Emilia Högqvist (1865-1901) och Agda Thekla Charlotta Högqvist (1867-1870).
Hjalmar Högqvist visade sig dock oförmögen att sköta sin ekonomi och sin gård, och tvangs lämna denna. Han arbetade därefter som postexpeditör på västra stambanan innan han gick till sjöss som superkargör på en av Wilsonlinjens Englandsbåtar. På en av dessa resor avled han i London.